# Швидкий вогонь
Швидкий вогонь — трилер 1992 року.

## Сюжет
Студент Джейк Ло стає свідком жорстокого вбивства. Не думаючи про те, хто стоїть за спиною вбивць, він погоджується свідчити в суді, і тут же чиїсь люди під виглядом агентів ФБР намагаються прибрати його. Ледве вислизнувши від лже-агентів, Джейк виявляється в центрі ураганної сутички за його голову..